# Konzil
Ein Konzil (von lateinisch concilium „Rat, Zusammenkunft“) oder eine Synode (von altgriechisch σύνοδος sýnodos „Treffen‚ Zusammenkunft“) ist eine Versammlung einer Kirche, bei der in der Regel die bischöflichen Gewalten, Lehre, Leitung und Heiligung besprochen werden. 
Ein stimmberechtigter Teilnehmer wird als Konzilsvater oder Synodale(r) bezeichnet.
Die lateinische und griechische Bezeichnung werden in ihrer ursprünglichen Form meist synonym verwendet. Später entwickelte sich in der Westkirche eine Differenzierung zwischen dem Konzil als Versammlung aller Bischöfe einer Kirche (Zweites Vatikanisches Konzil, Partikularkonzil) und der eher regional oder thematisch ausgerichteten Synode (Würzburger Synode, Diözesansynode). In den nicht-römischen Kirchen sprach man von einer Ökumenischen Synode, wenn sie überregional war und (möglichst) alle Bischöfe der Christenheit umfasste. In den slawischen Kirchen hatte sich die maskuline Form „der Synod“ durchgesetzt (Heiliger Synod).
Die Liste von Konzilien und Synoden enthält eine Auflistung weiterer Konzile und Synoden.
Nach der Theorie des Konziliarismus können die Entscheidungen der Konzilien unter bestimmten Voraussetzungen höchste Autorität beanspruchen, der sich der vorsitzende Bischof oder Patriarch (in Rom der Papst) beugen muss. Als Bedingung dafür gilt, dass ein Konzil formal korrekt einberufen sein und die ganze Christenheit repräsentieren muss.

## Alte Kirche
In der alten Kirche wurde durchgehend der griechische Begriff Σύνοδος Synodos bzw. Sitzung, Versammlung, Treffen, auch Rat/Beratung verwendet.

### Erste regionale Bischofsversammlungen
Die erste überlieferte christliche Synode ist das im Westen heute sog. Apostelkonzil von Jerusalem, das etwa im Jahre 49 tagte und von dem im Neuen Testament in der Apostelgeschichte berichtet wird (Apg 15,1–29 ).
Vom zweiten Jahrhundert an gab es zahlreiche lokale Konzilien auf verschiedenen Stufen, in denen sich die Bischöfe einer Region versammelten, um über bestimmte Fragen der Lehre oder Kirchenstruktur zu entscheiden. Diese Entscheide galten nur für die betreffende Region und hatten keine Allgemeingültigkeit, außer wenn deren Entscheidungen später von ökumenischen Konzilien übernommen wurden, wie es das 6. ökumenische Konzil im Hinblick auf einige Lokalsynoden des 4. Jahrhunderts tat.

### Ökumenische Konzilien
Es gab im ersten Jahrtausend sieben allgemeine Bischofsversammlungen der gesamten Kirche, die heute (nach altgriechisch οἰκουμένη oikouménē ‚[ganze] bewohnte [sc. Erde], Erdkreis‘) ökumenische Konzilien genannt werden, weil sie für die gesamte Kirche Geltung hatten. Es gab jedoch immer wieder Kirchen oder Gruppen, die ein Konzil oder einzelne Entscheidungen nicht anerkannten und sich deshalb von der Gesamtkirche trennten.
Die sieben ökumenischen Konzilien der Alten Kirche waren in den historischen Hauptströmungen der Westkirche und Ostkirche unumstritten und werden von den orthodoxen, katholischen und vielen protestantischen Kirchen anerkannt.
- Erstes Konzil von Nicäa (325)
- Erstes Konzil von Konstantinopel (381)
- Konzil von Ephesos (431)
- Konzil von Chalcedon (451)
- Zweites Konzil von Konstantinopel (553)
- Drittes Konzil von Konstantinopel (680/681)
- Zweites Konzil von Nicäa (787)

Die Apostolische Kirche des Ostens erkennt nur die beiden ersten, die meisten altorientalischen Kirchen nur die ersten drei Konzilien als ökumenisch und damit verbindlich an. Im Protestantismus ist die Rezeption des Zweiten Nicänums teilweise umstritten.
Spätere Konzilien erlangten, auch wenn tatsächlich Vertreter der gesamten Kirche teilnahmen, aus inneren und äußeren Gründen nicht dieselbe Einhelligkeit in der Anerkennung und werden nur in der römisch-katholischen Kirche als ökumenisch betrachtet.

## Orthodoxe Kirchen
In der Orthodoxie ist die höchste Entscheidungsinstanz das ökumenische Konzil. Allerdings gilt es nicht per se als unfehlbar, denn mehrmals wurde Konzilien, die sich selbst als „ökumenisch“ bezeichnet hatten, dieser Status wegen mangelnder Zustimmung der Bevölkerung später von einem anderen Konzil wieder abgesprochen. Nur die Kirche als Ganzes gilt als unfehlbar, wobei offenbleibt, in welchen Institutionen, Gremien oder Bewegungen sich diese Unfehlbarkeit äußert.
Neben den sieben ersten ökumenischen Konzilien werden in der orthodoxen Kirche von manchen auch das photianische Konzil von 879 und das palamitische Konzil von 1351 als ökumenische Konzilien anerkannt. Die meisten bezeichnen diese Konzilien jedoch lediglich als panorthodox, also alle orthodoxen Kirchen betreffend.
In der Russisch-Orthodoxen Kirche wird der Sitz des Kirchenverbandes in Kiew, ab 1326 in Moskau, als Synod bezeichnet. Von 1721 bis 1918 war der russische Patriarch durch einen Heiligen Synod ersetzt, der der weltlichen Kontrolle unterstand. Die Äthiopisch-Orthodoxe Tewahedo-Kirche wird geleitet durch das oberste Gremium der Kirche, die Heilige Synode, bestehend aus allen Bischöfen der Kirche, die sich zweimal jährlich zu einer Vollversammlung treffen.

## Römisch-katholische Kirche
Das Konzilsverständnis und verschiedene Stufen der Konzilien und Synoden in der katholischen Kirche sind unter Konzil (römisch-katholische Kirche) aufgeführt.
Ähnlich wie Synoden sind auch Konzilien Bischofsversammlungen, die zu bestimmten Themen Beratungen durchführen.
Vom Kirchenrecht her steht das Konzil jedoch im Rang über einer Synode, da auf dem Konzil die Gesamtheit des Kollegiums der Apostelnachfolger versammelt ist.
Die letzten vier ökumenischen Konzilien nach römisch-katholischer Zählung waren:
- Konzil von Konstanz (1414–1418)
- Konzil von Trient (1545–1563)
- Erstes Vatikanisches Konzil (1870)
- Zweites Vatikanisches Konzil (1962–1965)

Nach katholischer Ansicht gab es 21 ökumenische Konzilien, wobei die Zugehörigkeit oftmals erst Jahre oder Jahrhunderte später geklärt wurde. Das Wort ökumenisch ist hier nicht in dem Sinne zu verstehen, dass verschiedene Konfessionen ein gemeinsames Konzil durchführen, sondern dass innerhalb der katholischen Kirche Konzilsväter aus der gesamten Welt (und nicht nur eines oder einiger Staaten) teilnehmen und die Beschlüsse in der ganzen Kirche Geltung haben.

## Evangelische Kirchen
In den Evangelischen Kirchen werden die altkirchlichen Versammlungen als Konzilien, die gegenwärtigen regelmäßigen (jährlichen oder halbjährlichen) Versammlungen auf Kirchenkreis-, Landeskirchen-, EKD- oder EKS-Ebene dagegen als Synode bezeichnet.
Eine Besonderheit stellt die Bündner Synode dar, die ein reines Standesgremium zur Oberaufsicht über die Amtsführung der Pfarrer ist.